# Elecciones municipales de 2021 en la Región de O'Higgins
La presente es una lista de las personas que han postulado a las alcaldías y concejales electos de las 33 comunas de la Región del Libertador General Bernardo O'Higgins para las Elecciones municipales de Chile de 2021.

## Provincia de Cachapoal

### Codegua

#### Alcalde
| Alcalde en ejercicio         | Ana María Silva Gutiérrez (PDC) | Ana María Silva Gutiérrez (PDC) | Ana María Silva Gutiérrez (PDC) | Ana María Silva Gutiérrez (PDC) | Ana María Silva Gutiérrez (PDC) |
| Candidato                    | Pacto                           | Partido                         | Votos                           | %                               | Resultado                       |
| ---------------------------- | ------------------------------- | ------------------------------- | ------------------------------- | ------------------------------- | ------------------------------- |
| Iván Acevedo Silva           | Unidos por la Dignidad          | PDC                             | 1151                            | 17,18%                          |                                 |
| José Alexander Flores Osorio | Independiente                   | Ind.                            | 3262                            | 48,70%                          | Electo                          |
| Joaquín Valenzuela Baeza     | Independiente                   | Ind.                            | 2285                            | 34,11%                          |                                 |
| Votos válidos                | Votos válidos                   | Votos válidos                   | 6698                            | 98,44%                          | 98,44%                          |
| Votos nulos                  | Votos nulos                     | Votos nulos                     | 63                              | 0,93%                           | 0,93%                           |
| Votos en blanco              | Votos en blanco                 | Votos en blanco                 | 43                              | 0,63%                           | 0,63%                           |
| Total de sufragios emitidos  | Total de sufragios emitidos     | Total de sufragios emitidos     | 6804                            | 100%                            | 100%                            |
| Total de inscritos           | Total de inscritos              | Total de inscritos              | 194.487                         | Abstención: 41,73%              | Abstención: 41,73%              |

#### Concejales
| Candidato                    | Pacto                      | Partido  | Votos | %      | Resultado       |
| ---------------------------- | -------------------------- | -------- | ----- | ------ | --------------- |
| Claudia Zamorano Rojas       | Frente Amplio              | Ind. CS  | 369   | 5,68%  | Concejal electo |
| Ana María Silva Gutiérrez    | Unidos por la Dignidad     | PDC      | 543   | 8,36%  | Concejal electo |
| Franco Valenzuela Valenzuela | Unidad por el Apruebo      | Ind. PPD | 474   | 7,30%  | Concejal electo |
| Álex Pedraza Fuentealba      | Chile Vamos                | UDI      | 477   | 7,35%  | Concejal electo |
| Juan Carrasco Rodríguez      | Radicales e Independientes | Ind. PR  | 1065  | 16,40% | Concejal electo |
| Sebastián Padilla Ortega     | Radicales e Independientes | Ind. PR  | 371   | 5,71%  | Concejal electo |

### Coinco

#### Alcalde
| Alcalde en ejercicio        | Gregorio Valenzuela Abarca (RN) | Gregorio Valenzuela Abarca (RN) | Gregorio Valenzuela Abarca (RN) | Gregorio Valenzuela Abarca (RN) | Gregorio Valenzuela Abarca (RN) |
| Candidato                   | Pacto                           | Partido                         | Votos                           | %                               | Resultado                       |
| --------------------------- | ------------------------------- | ------------------------------- | ------------------------------- | ------------------------------- | ------------------------------- |
| Héctor Orellana Sánchez     | Chile Vamos                     | RN                              | 1463                            | 34,23%                          |                                 |
| Claudia Guajardo Valenzuela | Unidos por la Dignidad          | PDC                             | 990                             | 23,16%                          |                                 |
| Juan Abarca Padilla         | Independiente                   | Ind.                            | 1821                            | 42,61%                          | Electo                          |
| Votos válidos               | Votos válidos                   | Votos válidos                   | 4274                            | 98,64%                          | 98,64%                          |
| Votos nulos                 | Votos nulos                     | Votos nulos                     | 29                              | 0,67%                           | 0,67%                           |
| Votos en blanco             | Votos en blanco                 | Votos en blanco                 | 30                              | 0,69%                           | 0,69%                           |
| Total de sufragios emitidos | Total de sufragios emitidos     | Total de sufragios emitidos     | 4333                            | 100%                            | 100%                            |
| Total de inscritos          | Total de inscritos              | Total de inscritos              | 7240                            | Abstención: 40,17%              | Abstención: 40,17%              |

#### Concejales
| Candidato                  | Pacto                      | Partido | Votos | %     | Resultado       |
| -------------------------- | -------------------------- | ------- | ----- | ----- | --------------- |
| Gregorio Valenzuela Abarca | Chile Vamos                | RN      | 241   | 5,75% | Concejal electo |
| Carlos Muñoz Rivera        | Chile Vamos                | Ind. RN | 372   | 8,88% | Concejal electo |
| Adalberto Valenzuela Silva | Unidad por el Apruebo      | PPD     | 261   | 6,23% | Concejal electo |
| Belén Atenas Gálvez        | Unidos por la Dignidad     | PS      | 291   | 6,94% | Concejal electo |
| Joana Ramos Riveros        | Radicales e Independientes | Ind. PR | 302   | 7,21% | Concejal electo |
| Óscar Orellana Trincado    | Radicales e Independientes | Ind. PR | 344   | 8,21% | Concejal electo |

### Coltauco

#### Alcalde
| Alcalde en ejercicio        | Rubén Jorquera (PS)          | Rubén Jorquera (PS)         | Rubén Jorquera (PS) | Rubén Jorquera (PS) | Rubén Jorquera (PS) |
| Candidato                   | Pacto                        | Partido                     | Votos               | %                   | Resultado           |
| --------------------------- | ---------------------------- | --------------------------- | ------------------- | ------------------- | ------------------- |
| Félix Sánchez Vergara       | Chile Vamos                  | RN                          | 2030                | 25,18%              | Electo              |
| Jemael Pérez Franco         | Ecologistas e Independientes | Ind.                        | 485                 | 6,02%               |                     |
| Jonathan Vasquez Lagos      | Unidad por el Apruebo        | Ind.                        | 1631                | 20,23%              |                     |
| Jorge Cerda Muñoz           | Independiente                | Ind.                        | 1418                | 17,59%              |                     |
| Cristopher Vidal Medina     | Independiente                | Ind.                        | 1629                | 20,21%              |                     |
| Pilar Abarca Osorio         | Independiente                | Ind.                        | 869                 | 10,78%              |                     |
| Votos válidos               | Votos válidos                | Votos válidos               | 8062                | 98,47%              | 98,47%              |
| Votos nulos                 | Votos nulos                  | Votos nulos                 | 65                  | 0,79%               | 0,79%               |
| Votos en blanco             | Votos en blanco              | Votos en blanco             | 60                  | 0,73%               | 0,73%               |
| Total de sufragios emitidos | Total de sufragios emitidos  | Total de sufragios emitidos | 8187                | 100%                | 100%                |
| Total de inscritos          | Total de inscritos           | Total de inscritos          | 16168               | Abstención: 49,30%  | Abstención: 49,30%  |

### Doñihue

#### Alcalde
| Alcalde en ejercicio    | Boris Acuña González (PPD) | Boris Acuña González (PPD) | Boris Acuña González (PPD) | Boris Acuña González (PPD) | Boris Acuña González (PPD) |
| Candidato               | Pacto                      | Partido                    | Votos                      | %                          | Resultado                  |
| ----------------------- | -------------------------- | -------------------------- | -------------------------- | -------------------------- | -------------------------- |
| Paulo Morales Arriagada | Chile Vamos                | Ind.                       | 1.113                      | 11,56%                     |                            |
| Boris Acuña González    | Unidad por el Apruebo      | PPD                        | 3.461                      | 35,93%                     |                            |
| Deysi Navarro Padilla   | Independiente              | Ind.                       | 1.482                      | 15,39%                     |                            |
| Pabla Ponce Valle       | Independiente              | Ind.                       | 3.576                      | 37,13%                     | Electa                     |

### Graneros

#### Alcalde
| Alcalde en ejercicio   | Claudio Segovia Cofré (Ind.) | Claudio Segovia Cofré (Ind.) | Claudio Segovia Cofré (Ind.) | Claudio Segovia Cofré (Ind.) | Claudio Segovia Cofré (Ind.) |
| Candidato              | Pacto                        | Partido                      | Votos                        | %                            | Resultado                    |
| ---------------------- | ---------------------------- | ---------------------------- | ---------------------------- | ---------------------------- | ---------------------------- |
| Gabriel Mendoza Ibarra | Chile Vamos                  | Ind.                         | 1.240                        | 9,36%                        |                              |
| Teresa Elgueta Moreno  | Unidad por el Apruebo        | PR                           | 2.924                        | 22,06%                       |                              |
| Claudio Segovia Cofré  | Independiente                | Ind.                         | 7.337                        | 55,37%                       | Electo                       |
| Jorge González Farias  | Independiente                | Ind.                         | 1.751                        | 13,21%                       |                              |

### Las Cabras

#### Alcalde
| Alcalde en ejercicio      | Rigoberto Leiva Parra (UDI) | Rigoberto Leiva Parra (UDI) | Rigoberto Leiva Parra (UDI) | Rigoberto Leiva Parra (UDI) | Rigoberto Leiva Parra (UDI) |
| Candidato                 | Pacto                       | Partido                     | Votos                       | %                           | Resultado                   |
| ------------------------- | --------------------------- | --------------------------- | --------------------------- | --------------------------- | --------------------------- |
| Rigoberto Leiva Parra     | Chile Vamos                 | UDI                         | 2.211                       | 22,53%                      |                             |
| Juan Pablo Flores Astorga | Unidos por la Dignidad      | PRO                         | 3.491                       | 35,58%                      | Electo                      |
| Leandro Carreño Vargas    | Independiente               | Ind.                        | 1.745                       | 17,78%                      |                             |
| Jaime Fabia Reyes         | Independiente               | Ind.                        | 2.366                       | 24,11%                      |                             |

### Machalí

#### Alcalde
| Alcalde en ejercicio    | Gonzalo López López (PS) | Gonzalo López López (PS) | Gonzalo López López (PS) | Gonzalo López López (PS) | Gonzalo López López (PS) |
| Candidato               | Pacto                    | Partido                  | Votos                    | %                        | Resultado                |
| ----------------------- | ------------------------ | ------------------------ | ------------------------ | ------------------------ | ------------------------ |
| Héctor Labbé Valenzuela | Chile Vamos              | UDI                      | 3.547                    | 18,24%                   |                          |
| Gonzalo López López     | Unidad por el Apruebo    | PS                       | 2.614                    | 13,44%                   |                          |
| Doris Valdivia Monsalve | Unidos por la Dignidad   | Ind.                     | 2.871                    | 14,77%                   |                          |
| Sara Ramírez Cruz       | Independiente            | Ind.                     | 1.524                    | 7,84%                    |                          |
| Juan Carlos Abud        | Independiente            | Ind.                     | 8.888                    | 45,71%                   | Electo                   |

### Malloa

#### Alcalde
| Alcalde en ejercicio        | Arturo Campos Astete (Ind.) | Arturo Campos Astete (Ind.) | Arturo Campos Astete (Ind.) | Arturo Campos Astete (Ind.) | Arturo Campos Astete (Ind.) |
| Candidato                   | Pacto                       | Partido                     | Votos                       | %                           | Resultado                   |
| --------------------------- | --------------------------- | --------------------------- | --------------------------- | --------------------------- | --------------------------- |
| Luis Barra Villanueva       | Unidad por el Apruebo       | Ind.                        | 2.750                       | 43,91%                      | Electo                      |
| Lorenzo Abarca Ubilla       | Independiente               | Ind.                        | 977                         | 15,60%                      |                             |
| Alejandro Palominos Venegas | Independiente               | Ind.                        | 734                         | 11,72%                      |                             |
| Juan Magaña Rubio           | Independiente               | Ind.                        | 1.802                       | 28,77%                      |                             |

### Mostazal

#### Alcalde
| Alcalde en ejercicio          | Sergio Medel Acosta (UDI) | Sergio Medel Acosta (UDI) | Sergio Medel Acosta (UDI) | Sergio Medel Acosta (UDI) | Sergio Medel Acosta (UDI) |
| Candidato                     | Pacto                     | Partido                   | Votos                     | %                         | Resultado                 |
| ----------------------------- | ------------------------- | ------------------------- | ------------------------- | ------------------------- | ------------------------- |
| Gonzalo Meza Vannini          | Chile Vamos               | Ind.                      | 1.727                     | 16,92%                    |                           |
| Verónica Arroyo Arancibia     | Unidos por la Dignidad    | PDC                       | 2.659                     | 26,05%                    |                           |
| Santiago Garate Espinoza      | Independiente             | Ind.                      | 2.766                     | 27,10%                    | Electo                    |
| Cecilia Viveros Castillo      | Independiente             | Ind.                      | 157                       | 1,54%                     |                           |
| Claudia Caroca Contreras      | Independiente             | Ind.                      | 1.484                     | 14,54%                    |                           |
| Teresita Reyes Ovalle         | Independiente             | Ind.                      | 690                       | 6,76%                     |                           |
| Giovanna Flores Pinto         | Independiente             | Ind.                      | 175                       | 1,71%                     |                           |
| José Joaquín Hurtado Barahona | Independiente             | Ind.                      | 549                       | 5,38%                     |                           |

### Olivar

#### Alcalde
| Alcaldesa actual                | Práxedes Pérez Aránguiz (PS) | Práxedes Pérez Aránguiz (PS) | Práxedes Pérez Aránguiz (PS) | Práxedes Pérez Aránguiz (PS) | Práxedes Pérez Aránguiz (PS) |
| Candidato                       | Pacto                        | Partido                      | Votos                        | %                            | Resultado                    |
| ------------------------------- | ---------------------------- | ---------------------------- | ---------------------------- | ---------------------------- | ---------------------------- |
| María Estrella Montero Carrasco | Chile Vamos                  | Ind.                         | 2.472                        | 39,04%                       | Electa                       |
| Práxedes Pérez Aránguiz         | Unidad por el Apruebo        | PS                           | 2.302                        | 36,36%                       |                              |
| Jorge Peña Bruce                | Independiente                | Ind.                         | 1.119                        | 17,67%                       |                              |
| Evaristo Orellana Correa        | Independiente                | Ind.                         | 439                          | 6,93%                        |                              |

### Peumo

#### Alcalde
| Alcalde en ejercicio          | Fermín Carreño Carreño (Ind.) | Fermín Carreño Carreño (Ind.) | Fermín Carreño Carreño (Ind.) | Fermín Carreño Carreño (Ind.) | Fermín Carreño Carreño (Ind.) |
| Candidato                     | Pacto                         | Partido                       | Votos                         | %                             | Resultado                     |
| ----------------------------- | ----------------------------- | ----------------------------- | ----------------------------- | ----------------------------- | ----------------------------- |
| Rosa Rubio Ugalde             | Unidad por el Apruebo         | Ind.                          | 503                           | 7,39%                         |                               |
| Esteban Martínez Rubio        | Chile Digno, Verde y Soberano | FRVS                          | 1.645                         | 24,18%                        |                               |
| Pedro Rubio González          | Chile Vamos                   | Evópoli                       | 325                           | 4,78%                         |                               |
| José Alejandro Martínez Pardo | Independiente                 | Ind.                          | 1.639                         | 24,09%                        |                               |
| Carlos Aliaga Donoso          | Independiente                 | Ind.                          | 1.919                         | 28,21%                        | Electo                        |
| Rigoberto Pérez Huenumán      | Independiente                 | Ind.                          | 772                           | 11,35%                        |                               |

### Pichidegua

#### Alcalde
| Alcalde en ejercicio        | Adolfo Cerón González (PR)    | Adolfo Cerón González (PR)  | Adolfo Cerón González (PR) | Adolfo Cerón González (PR) | Adolfo Cerón González (PR) |
| Candidato                   | Pacto                         | Partido                     | Votos                      | %                          | Resultado                  |
| --------------------------- | ----------------------------- | --------------------------- | -------------------------- | -------------------------- | -------------------------- |
| Tamara Jofré Salinas        | Chile Vamos                   | UDI                         | 1120                       | 14,12%                     |                            |
| Marcos Fuentes Ulloa        | Unidos por la Dignidad        | PDC                         | 2666                       | 33,61%                     | Electo                     |
| Ismael González Gutiérrez   | Chile Digno, Verde y Soberano | Ind. FRVS                   | 2015                       | 25,40%                     |                            |
| Guillermo González Cueto    | Independiente                 | Ind.                        | 509                        | 6,42%                      |                            |
| Cristian Pavez Herrera      | Independiente                 | Ind.                        | 1623                       | 20,46%                     |                            |
| Votos válidos               | Votos válidos                 | Votos válidos               | 7932                       | 98,60%                     | 98,60%                     |
| Votos nulos                 | Votos nulos                   | Votos nulos                 | 51                         | 0,63%                      | 0,63%                      |
| Votos en blanco             | Votos en blanco               | Votos en blanco             | 62                         | 0,77%                      | 0,77%                      |
| Total de sufragios emitidos | Total de sufragios emitidos   | Total de sufragios emitidos | 8045                       | 100%                       | 100%                       |
| Total de inscritos          | Total de inscritos            | Total de inscritos          | 16858                      | Abstención: 52,27%         | Abstención: 52,27%         |

#### Concejales
| Candidato                    | Pacto                         | Partido | Votos | %      | Resultado       |
| ---------------------------- | ----------------------------- | ------- | ----- | ------ | --------------- |
| Francisco Reyes Guerrero     | Chile digno, Verde y Soberano | FRVS    | 788   | 10,18% | Concejal electo |
| Miguel Araya Aliaga          | Unidos por la Dignidad        | Ind.    | 714   | 9,23%  | Concejal electo |
| Flor Osorio Cornejo          | Unidad por el Apruebo         | PS      | 751   | 9,71%  | Concejal electo |
| Marie Lyon Amand de Mendieta | Chile Vamos                   | UDI     | 744   | 9,62%  | Concejal electo |
| Rubén Cerón González         | Radicales e Independientes    | PR      | 829   | 10,71% | Concejal electo |
| Sergio Contreras Bustamante  | Radicales e Independientes    | PR      | 368   | 4,76%  | Concejal electo |

### Quinta de Tilcoco

#### Alcalde
| Alcalde en ejercicio           | Nelson Barrios Oróstegui (PPD) | Nelson Barrios Oróstegui (PPD) | Nelson Barrios Oróstegui (PPD) | Nelson Barrios Oróstegui (PPD) | Nelson Barrios Oróstegui (PPD) |
| Candidato                      | Pacto                          | Partido                        | Votos                          | %                              | Resultado                      |
| ------------------------------ | ------------------------------ | ------------------------------ | ------------------------------ | ------------------------------ | ------------------------------ |
| Sebastián Rodríguez Fuenzalida | Chile Vamos                    | Ind.                           | 2.810                          | 42,27%                         | Electo                         |
| Roberto Arenas Vasquez         | Frente Amplio                  | CS                             | 457                            | 6,87%                          |                                |
| Heli Carrasco Ureta            | Unidos por la Dignidad         | PDC                            | 2.254                          | 33,90%                         |                                |
| Mario Gálvez Palma             | Independiente                  | Ind.                           | 1.127                          | 16,95%                         |                                |

### Rancagua

#### Alcalde
| Candidato                   | Pacto                         | Partido                     | Votos   | %                  | Resultado          |
| --------------------------- | ----------------------------- | --------------------------- | ------- | ------------------ | ------------------ |
| Marta González Olea         | Ecologistas e Independientes  | Ind.                        | 9386    | 12,46%             |                    |
| Pamela Jadell Echague       | Chile Vamos                   | Ind.                        | 9783    | 12,99%             |                    |
| Roberto Villagra Reyes      | Frente Amplio                 | Ind.                        | 9446    | 12,54%             |                    |
| Ricardo Cerda Arancibia     | Dignidad Ahora                | Ind.                        | 4064    | 5,40%              |                    |
| Danilo Jorquera Vidal       | Chile Digno, Verde y Soberano | PCCh                        | 5139    | 6,82%              |                    |
| Juan Ramón Godoy Muñoz      | Unidad por el Apruebo         | PS                          | 20 529  | 27,26%             | Electo             |
| Raimundo Agliati Marchant   | Independiente                 | Ind.                        | 16 957  | 22,52%             |                    |
| Votos válidos               | Votos válidos                 | Votos válidos               | 75 304  | 98,02%             | 98,02%             |
| Votos nulos                 | Votos nulos                   | Votos nulos                 | 963     | 1,25%              | 1,25%              |
| Votos en blanco             | Votos en blanco               | Votos en blanco             | 559     | 0,73%              | 0,73%              |
| Total de sufragios emitidos | Total de sufragios emitidos   | Total de sufragios emitidos | 76 826  | 100%               | 100%               |
| Total de inscritos          | Total de inscritos            | Total de inscritos          | 194 487 | Abstención: 60,50% | Abstención: 60,50% |

### Rengo

#### Alcalde
| Alcalde en ejercicio        | Carlos Soto González (Ind.) | Carlos Soto González (Ind.) | Carlos Soto González (Ind.) | Carlos Soto González (Ind.) | Carlos Soto González (Ind.) |
| Candidato                   | Pacto                       | Partido                     | Votos                       | %                           | Resultado                   |
| --------------------------- | --------------------------- | --------------------------- | --------------------------- | --------------------------- | --------------------------- |
| Marcos Gatica Muñoz         | Chile Vamos                 | RN                          | 3.461                       | 16,14%                      |                             |
| Álvaro Lizana Fuentes       | Frente Amplio               | RD                          | 4.475                       | 20,87%                      |                             |
| Carlos Soto González        | Unidad por el Apruebo       | Ind.                        | 5.974                       | 27,85%                      | Reelecto                    |
| Julio Ibarra Maripangue     | Independiente               | Ind.                        | 5.256                       | 24,51%                      |                             |
| Yoselin Moyano Calabrano    | Independiente               | Ind.                        | 2.281                       | 10,64%                      |                             |
| Votos válidos               | Votos válidos               | Votos válidos               | 21.457                      | 98,25%                      | 98,25%                      |
| Votos nulos                 | Votos nulos                 | Votos nulos                 | 202                         | 0,93%                       | 0,93%                       |
| Votos en blanco             | Votos en blanco             | Votos en blanco             | 181                         | 0,83%                       | 0,83%                       |
| Total de sufragios emitidos | Total de sufragios emitidos | Total de sufragios emitidos | 21.830                      | 100%                        | 100%                        |
| Total de inscritos          | Total de inscritos          | Total de inscritos          | 48.595                      | Abstención: 55,08%          | Abstención: 55,08%          |

### Requínoa

#### Alcalde
| Alcalde en ejercicio          | Antonio Silva Vargas (Ind.) | Antonio Silva Vargas (Ind.) | Antonio Silva Vargas (Ind.) | Antonio Silva Vargas (Ind.) | Antonio Silva Vargas (Ind.) |
| Candidato                     | Pacto                       | Partido                     | Votos                       | %                           | Resultado                   |
| ----------------------------- | --------------------------- | --------------------------- | --------------------------- | --------------------------- | --------------------------- |
| María Victoria Cavieres Paiva | Chile Vamos                 | UDI                         | 4.772                       | 46,15%                      |                             |
| Waldo Valdivia Montecinos     | Unidad por el Apruebo       | Ind.                        | 5.568                       | 53,85%                      | Electo                      |

### San Vicente de Tagua Tagua

#### Alcalde
| Alcalde en ejercicio   | Jaime González Ramírez (Ind.) | Jaime González Ramírez (Ind.) | Jaime González Ramírez (Ind.) | Jaime González Ramírez (Ind.) | Jaime González Ramírez (Ind.) |
| Candidato              | Pacto                         | Partido                       | Votos                         | %                             | Resultado                     |
| ---------------------- | ----------------------------- | ----------------------------- | ----------------------------- | ----------------------------- | ----------------------------- |
| Guido Carreño Reyes    | Chile Vamos                   | UDI                           | 8.855                         | 48,74%                        |                               |
| Jaime González Ramírez | Unidad por el Apruebo         | Ind.                          | 9.312                         | 51,26%                        | Electo                        |

## Provincia de Colchagua

### Chépica

#### Alcalde
| Alcalde en ejercicio     | Patricio Cepeda Santibáñez (UDI) | Patricio Cepeda Santibáñez (UDI) | Patricio Cepeda Santibáñez (UDI) | Patricio Cepeda Santibáñez (UDI) | Patricio Cepeda Santibáñez (UDI) |
| Candidato                | Pacto                            | Partido                          | Votos                            | %                                | Resultado                        |
| ------------------------ | -------------------------------- | -------------------------------- | -------------------------------- | -------------------------------- | -------------------------------- |
| Iván Valenzuela Palacios | Chile Vamos                      | UDI                              | 2.308                            | 38,05%                           |                                  |
| Fabián Soto González     | Unidad por el Apruebo            | PS                               | 2.377                            | 39,19%                           | Electo                           |
| Carlos González Abrigo   | Independiente                    | Ind.                             | 1.380                            | 22,75%                           |                                  |

### Chimbarongo

#### Alcalde
| Alcalde en ejercicio             | Marco Antonio Contreras Jorquera (Ind.) | Marco Antonio Contreras Jorquera (Ind.) | Marco Antonio Contreras Jorquera (Ind.) | Marco Antonio Contreras Jorquera (Ind.) | Marco Antonio Contreras Jorquera (Ind.) |
| Candidato                        | Pacto                                   | Partido                                 | Votos                                   | %                                       | Resultado                               |
| -------------------------------- | --------------------------------------- | --------------------------------------- | --------------------------------------- | --------------------------------------- | --------------------------------------- |
| Marco Antonio Contreras Jorquera | Chile Vamos                             | Ind.                                    | 8880                                    | 73,14%                                  | Reelecto                                |
| Lorena Guajardo Barahona         | Unidad por el Apruebo                   | PR                                      | 2352                                    | 19,37%                                  |                                         |
| Patricio Donoso Donoso           | Independiente                           | Ind.                                    | 909                                     | 7,49%                                   |                                         |
| Votos válidos                    | Votos válidos                           | Votos válidos                           | 12141                                   | 97,78%                                  | 97,78%                                  |
| Votos nulos                      | Votos nulos                             | Votos nulos                             | 149                                     | 1,20%                                   | 1,20%                                   |
| Votos en blanco                  | Votos en blanco                         | Votos en blanco                         | 127                                     | 1,02%                                   | 1,02%                                   |
| Total de sufragios emitidos      | Total de sufragios emitidos             | Total de sufragios emitidos             | 12417                                   | 100%                                    | 100%                                    |
| Total de inscritos               | Total de inscritos                      | Total de inscritos                      | 30510                                   | Abstención: 59,31%                      | Abstención: 59,31%                      |

#### Concejales
| Candidato                | Pacto                         | Partido | Votos | %     | Resultado       |
| ------------------------ | ----------------------------- | ------- | ----- | ----- | --------------- |
| Marisol Guajardo Lecaros | Chile digno, Verde y Soberano | FRVS    | 635   | 5,38% | Concejal electo |
| Alejandro Arenas Arenas  | Chile Vamos                   | RN      | 807   | 6,83% | Concejal electo |
| Jorge Farías Vargas      | Chile Vamos                   | Ind. RN | 758   | 6,42% | Concejal electo |
| Luis Quezada Figueroa    | Unidos por la Dignidad        | PDC     | 583   | 4,94% | Concejal electo |
| Sergio Osorio Cubillos   | Chile Vamos                   | UDI     | 633   | 5,36% | Concejal electo |
| Patricio Guerra Muñoz    | Radicales e Independientes    | PR      | 498   | 4,22% | Concejal electo |

### Lolol

#### Alcalde
| Alcalde en ejercicio      | Marco Marín Rodríguez (Ind.) | Marco Marín Rodríguez (Ind.) | Marco Marín Rodríguez (Ind.) | Marco Marín Rodríguez (Ind.) | Marco Marín Rodríguez (Ind.) |
| Candidato                 | Pacto                        | Partido                      | Votos                        | %                            | Resultado                    |
| ------------------------- | ---------------------------- | ---------------------------- | ---------------------------- | ---------------------------- | ---------------------------- |
| José Guillermo Díaz Salas | Unidos por la Dignidad       | PDC                          | 1.056                        | 24,15%                       |                              |
| José Alfredo Román Chávez | Independiente                | Ind.                         | 1.813                        | 41,46%                       | Electo                       |
| Corina Díaz Arancibia     | Independiente                | Ind.                         | 1.504                        | 34,39%                       |                              |

### Nancagua

#### Alcalde
| Alcalde en ejercicio            | Luis Eduardo Escanilla Gaete (PS) | Luis Eduardo Escanilla Gaete (PS) | Luis Eduardo Escanilla Gaete (PS) | Luis Eduardo Escanilla Gaete (PS) | Luis Eduardo Escanilla Gaete (PS) |
| Candidato                       | Pacto                             | Partido                           | Votos                             | %                                 | Resultado                         |
| ------------------------------- | --------------------------------- | --------------------------------- | --------------------------------- | --------------------------------- | --------------------------------- |
| María Ignacia de la Riva Dutzan | Chile Vamos                       | Ind.                              | 1.030                             | 14,77%                            |                                   |
| Eduardo Escanilla Gaete         | Unidad por el Apruebo             | PS                                | 2.139                             | 30,67%                            |                                   |
| Mario Bustamante Salinas        | Independiente                     | Ind.                              | 2.681                             | 38,44%                            | Electo                            |
| Hugo Arias González             | Independiente                     | Ind.                              | 1.124                             | 16,12%                            |                                   |

### Palmilla

#### Alcalde
| Alcalde en ejercicio     | Gloria Paredes Valdés (PDC) | Gloria Paredes Valdés (PDC) | Gloria Paredes Valdés (PDC) | Gloria Paredes Valdés (PDC) | Gloria Paredes Valdés (PDC) |
| Candidato                | Pacto                       | Partido                     | Votos                       | %                           | Resultado                   |
| ------------------------ | --------------------------- | --------------------------- | --------------------------- | --------------------------- | --------------------------- |
| Claudio Cabrera Marambio | Chile Vamos                 | Ind.                        | 2.411                       | 45,11%                      |                             |
| Gloria Paredes Valdés    | Unidos por la Dignidad      | PDC                         | 2.934                       | 54,58%                      | Electa                      |

### Peralillo

#### Alcalde
| Alcalde en ejercicio     | Carlos Utman Goldschmidt (UDI) | Carlos Utman Goldschmidt (UDI) | Carlos Utman Goldschmidt (UDI) | Carlos Utman Goldschmidt (UDI) | Carlos Utman Goldschmidt (UDI) |
| Candidato                | Pacto                          | Partido                        | Votos                          | %                              | Resultado                      |
| ------------------------ | ------------------------------ | ------------------------------ | ------------------------------ | ------------------------------ | ------------------------------ |
| Carlos Utman Goldschmidt | Chile Vamos                    | UDI                            | 831                            | 16,38%                         |                                |
| Claudio Cumsille Chomali | Unidad por el Apruebo          | PS                             | 3.110                          | 61,32%                         | Electo                         |
| Froilán Núñez Cumsille   | Independiente                  | Ind.                           | 1.131                          | 22,30%                         |                                |

### Placilla

#### Alcalde
| Alcalde en ejercicio         | Tulio Contreras Álvarez (PDC) | Tulio Contreras Álvarez (PDC) | Tulio Contreras Álvarez (PDC) | Tulio Contreras Álvarez (PDC) | Tulio Contreras Álvarez (PDC) |
| Candidato                    | Pacto                         | Partido                       | Votos                         | %                             | Resultado                     |
| ---------------------------- | ----------------------------- | ----------------------------- | ----------------------------- | ----------------------------- | ----------------------------- |
| Tulio Contreras Álvarez      | Unidos por la Dignidad        | PDC                           | 2.971                         | 63,73%                        | Electo                        |
| Christian Contreras Orellana | Independiente                 | Ind.                          | 1.691                         | 36,27%                        |                               |

### Pumanque

#### Alcalde
| Alcalde en ejercicio      | Francisco Castro Gálvez (RN) | Francisco Castro Gálvez (RN) | Francisco Castro Gálvez (RN) | Francisco Castro Gálvez (RN) | Francisco Castro Gálvez (RN) |
| Candidato                 | Pacto                        | Partido                      | Votos                        | %                            | Resultado                    |
| ------------------------- | ---------------------------- | ---------------------------- | ---------------------------- | ---------------------------- | ---------------------------- |
| Francisco Castro Gálvez   | Chile Vamos                  | RN                           | 1.327                        | 43,18%                       |                              |
| Gonzalo Baraona Bezanilla | Independiente                | Ind.                         | 1.746                        | 56,82%                       | Electo                       |

### San Fernando

#### Alcalde
| Alcalde en ejercicio        | Luis Berwart Araya (Ind.)     | Luis Berwart Araya (Ind.)   | Luis Berwart Araya (Ind.) | Luis Berwart Araya (Ind.) | Luis Berwart Araya (Ind.) |
| Candidato                   | Pacto                         | Partido                     | Votos                     | %                         | Resultado                 |
| --------------------------- | ----------------------------- | --------------------------- | ------------------------- | ------------------------- | ------------------------- |
| Alejandro Riquelme Calvo    | Chile Vamos                   | UDI                         | 5016                      | 17,79%                    |                           |
| Gabriel Rojas Oyarce        | Chile Digno, Verde y Soberano | PCCh                        | 1243                      | 4,41%                     |                           |
| Luis Manuel Orellana Rojas  | Unidad por el Apruebo         | PR                          | 3807                      | 13,50%                    |                           |
| Pablo Silva Pérez           | Independiente                 | Ind.                        | 8322                      | 29,52%                    | Electo                    |
| Pablo Orellana Rivas        | Independiente                 | Ind.                        | 2092                      | 7,42%                     |                           |
| Luis Berwart Araya          | Independiente                 | Ind.                        | 2084                      | 7,39%                     |                           |
| Cristián Silva Rosales      | Independiente                 | Ind.                        | 2118                      | 7,51%                     |                           |
| Ximena Flores Peñaloza      | Independiente                 | Ind.                        | 3326                      | 11,80%                    |                           |
| Fiorina González González   | Independiente                 | Ind.                        | 187                       | 0,66%                     |                           |
| Votos válidos               | Votos válidos                 | Votos válidos               | 28185                     | 98,57%                    | 98,57%                    |
| Votos nulos                 | Votos nulos                   | Votos nulos                 | 233                       | 0,81%                     | 0,81%                     |
| Votos en blanco             | Votos en blanco               | Votos en blanco             | 177                       | 0,62%                     | 0,62%                     |
| Total de sufragios emitidos | Total de sufragios emitidos   | Total de sufragios emitidos | 28595                     | 100%                      | 100%                      |
| Total de inscritos          | Total de inscritos            | Total de inscritos          | 62689                     | Abstención: 54,64%        | Abstención: 54,64%        |

#### Concejales
| Candidato                 | Pacto                         | Partido  | Votos | %     | Resultado       |
| ------------------------- | ----------------------------- | -------- | ----- | ----- | --------------- |
| Carlos Guzmán Vásquez     | Chile digno, Verde y Soberano | FRVS     | 748   | 2,74% | Concejal electo |
| Miguel González Feliú     | Chile Vamos                   | PDC      | 1038  | 3,81% | Concejal electo |
| Robert Arias Solís        | Unidad por el Apruebo         | PS       | 1651  | 6,06% | Concejal electo |
| José Rishmawi Cumsille    | Chile Vamos                   | Evópoli  | 1395  | 5,12% | Concejal electo |
| Marta Cádiz Coppia        | Chile Vamos                   | Ind. UDI | 1021  | 3,75% | Concejal electo |
| Rodrigo Valderrama Toledo | Radicales e Independientes    | PR       | 1050  | 3,85% | Concejal electo |

### Santa Cruz

#### Alcalde
| Alcalde en ejercicio       | William Arévalo Cornejo (Ind.) | William Arévalo Cornejo (Ind.) | William Arévalo Cornejo (Ind.) | William Arévalo Cornejo (Ind.) | William Arévalo Cornejo (Ind.) |
| Candidato                  | Pacto                          | Partido                        | Votos                          | %                              | Resultado                      |
| -------------------------- | ------------------------------ | ------------------------------ | ------------------------------ | ------------------------------ | ------------------------------ |
| William Arévalo Cornejo    | Chile Vamos                    | Ind.                           | 6000                           | 47,03%                         | Electo                         |
| Carlos Cisterna Pavez      | Unidad por el Apruebo          | PS                             | 3870                           | 30,33%                         |                                |
| José Arturo Guajardo Reyes | Chile Digno, Verde y Soberano  | FRVS                           | 1163                           | 9,12%                          |                                |
| Bernardo Morell Piñeda     | Independiente                  | Ind.                           | 711                            | 5,57%                          |                                |
| Manuel Palma Varas         | Independiente                  | Ind.                           | 522                            | 4,09%                          |                                |
| Yoshi Guajardo Amaya       | Frente Amplio                  | Ind.                           | 492                            | 3,86%                          |                                |

## Provincia Cardenal Caro

### La Estrella

#### Alcalde
| Alcalde en ejercicio        | Gastón Fernández Mori (Ind.)  | Gastón Fernández Mori (Ind.) | Gastón Fernández Mori (Ind.) | Gastón Fernández Mori (Ind.) | Gastón Fernández Mori (Ind.) |
| Candidato                   | Pacto                         | Partido                      | Votos                        | %                            | Resultado                    |
| --------------------------- | ----------------------------- | ---------------------------- | ---------------------------- | ---------------------------- | ---------------------------- |
| Angélica Silva Arrue        | Independiente                 | Ind.                         | 1050                         | 40,81%                       | Electa                       |
| Valentín Vidal Rubio        | Chile Digno, Verde y Soberano | Ind. FRVS                    | 645                          | 25,12%                       |                              |
| Héctor Osorio Monrreal      | Independiente                 | Ind.                         | 524                          | 20,40%                       |                              |
| Andrés Fernández Tapia      | Chile Vamos                   | UDI                          | 349                          | 13,59%                       |                              |
| Votos válidos               | Votos válidos                 | Votos válidos                | 2568                         | 98,85%                       | 98,85%                       |
| Votos nulos                 | Votos nulos                   | Votos nulos                  | 11                           | 0,42%                        | 0,42%                        |
| Votos en blanco             | Votos en blanco               | Votos en blanco              | 19                           | 0,73%                        | 0,73%                        |
| Total de sufragios emitidos | Total de sufragios emitidos   | Total de sufragios emitidos  | 2598                         | 100%                         | 100%                         |
| Total de inscritos          | Total de inscritos            | Total de inscritos           | 3738                         | Abstención: 30,66%           | Abstención: 30,66%           |

#### Concejales
| Candidato                   | Pacto                         | Partido   | Votos | %      | Resultado       |
| --------------------------- | ----------------------------- | --------- | ----- | ------ | --------------- |
| Eduardo Cantillana Pastrián | Chile Digno, Verde y Soberano | Ind. FRVS | 121   | 4,83%  | Concejal electo |
| Cecilia Acuña Cáceres       | Chile Vamos                   | RN        | 355   | 14,17% | Concejal electo |
| Galvarino Pastrián Pino     | Chile Vamos                   | Ind. RN   | 129   | 5,15%  | Concejal electo |
| Guillermo Sánchez González  | Unidos por la Dignidad        | Ind. PDC  | 199   | 7,94%  | Concejal electo |
| Eugenia Zamorano González   | Chile Vamos                   | Ind. UDI  | 304   | 12,14% | Concejal electo |
| Gastón Fernández Mori       | Chile Vamos                   | Ind. UDI  | 158   | 6,31%  | Concejal electo |

### Litueche

#### Alcalde
| Alcalde en ejercicio        | René Acuña Echeverría (UDI)   | René Acuña Echeverría (UDI) | René Acuña Echeverría (UDI) | René Acuña Echeverría (UDI) | René Acuña Echeverría (UDI) |
| Candidato                   | Pacto                         | Partido                     | Votos                       | %                           | Resultado                   |
| --------------------------- | ----------------------------- | --------------------------- | --------------------------- | --------------------------- | --------------------------- |
| René Acuña Echeverría       | Chile Vamos                   | UDI                         | 1837                        | 43,99%                      | Reelecto                    |
| Julio Peña Tobar            | Unidad por el Apruebo         | Ind.                        | 1405                        | 33,64%                      |                             |
| Gabriel Palma Donoso        | Chile Digno, Verde y Soberano | FRVS                        | 934                         | 22,37%                      |                             |
| Votos válidos               | Votos válidos                 | Votos válidos               | 4176                        | 98,19%                      | 98,19%                      |
| Votos nulos                 | Votos nulos                   | Votos nulos                 | 25                          | 0,59%                       | 0,59%                       |
| Votos en blanco             | Votos en blanco               | Votos en blanco             | 52                          | 1,22%                       | 1,22%                       |
| Total de sufragios emitidos | Total de sufragios emitidos   | Total de sufragios emitidos | 4253                        | 100%                        | 100%                        |
| Total de inscritos          | Total de inscritos            | Total de inscritos          | 6511                        | Abstención: 34,63%          | Abstención: 34,63%          |

#### Concejales
| Candidato                       | Pacto                         | Partido   | Votos | %      | Resultado       |
| ------------------------------- | ----------------------------- | --------- | ----- | ------ | --------------- |
| Hilda Yáñez Lisboa              | Chile digno, Verde y Soberano | Ind. FRVS | 226   | 5,52%  | Concejal electo |
| Fresia Hernández Hernández      | Unidos por la Dignidad        | PDC       | 154   | 3,76%  | Concejal electo |
| Claudia Donoso Donoso           | Unidos por la Dignidad        | PDC       | 630   | 15,38% | Concejal electo |
| Gabriel Echeverría Rubio        | Chile Vamos                   | Evópoli   | 420   | 10,25% | Concejal electo |
| Rosendo Galleguillos Valdenegro | Chile Vamos                   | UDI       | 924   | 22,56% | Concejal electo |
| Sara Daza Gallardo              | Chile Vamos                   | Ind. UDI  | 266   | 4,05%  | Concejal electo |

### Marchigue

#### Alcalde
| Alcalde en ejercicio        | Héctor Flores Peñaloza (UDI) | Héctor Flores Peñaloza (UDI) | Héctor Flores Peñaloza (UDI) | Héctor Flores Peñaloza (UDI) | Héctor Flores Peñaloza (UDI) |
| Candidato                   | Pacto                        | Partido                      | Votos                        | %                            | Resultado                    |
| --------------------------- | ---------------------------- | ---------------------------- | ---------------------------- | ---------------------------- | ---------------------------- |
| Cristián Salinas Herrera    | Dignidad Ahora               | PH                           | 2365                         | 52,79%                       | Electo                       |
| José Ignacio González Pino  | Chile Vamos                  | UDI                          | 1837                         | 41,00%                       |                              |
| Patricia Carreño Silva      | Independiente                | Ind.                         | 206                          | 4,60%                        |                              |
| Rodrigo Véliz Farias        | Unidad por el Apruebo        | Ind.                         | 72                           | 1,61%                        |                              |
| Votos válidos               | Votos válidos                | Votos válidos                | 4480                         | 98,70%                       | 98,70%                       |
| Votos nulos                 | Votos nulos                  | Votos nulos                  | 18                           | 0,40%                        | 0,40%                        |
| Votos en blanco             | Votos en blanco              | Votos en blanco              | 41                           | 0,90%                        | 0,90%                        |
| Total de sufragios emitidos | Total de sufragios emitidos  | Total de sufragios emitidos  | 4539                         | 100%                         | 100%                         |
| Total de inscritos          | Total de inscritos           | Total de inscritos           | 7068                         | Abstención: 35,78%           | Abstención: 35,78%           |

#### Concejales
| Candidato               | Pacto                 | Partido | Votos | %     | Resultado       |
| ----------------------- | --------------------- | ------- | ----- | ----- | --------------- |
| Manuel Acuña Peñaloza   | Chile Vamos           | Ind. RN | 401   | 9,27% | Concejal electo |
| Diego Arias Pavez       | Dignidad Ahora        | PH      | 192   | 4,44% | Concejal electo |
| Brayan Calderón Cabello | Dignidad Ahora        | Ind. PH | 342   | 7,90% | Concejal electo |
| Fabiola Vargas González | Unidad por el Apruebo | Ind. PS | 233   | 5,88% | Concejal electo |
| Carlos Cerón Moreno     | Chile Vamos           | UDI     | 389   | 8,99% | Concejal electo |
| Wilibaldo Cifras Vargas | Chile Vamos           | UDI     | 210   | 4,85% | Concejal electo |

### Navidad

#### Alcalde
| Alcalde en ejercicio        | Horacio Maldonado Mondaca (Ind.) | Horacio Maldonado Mondaca (Ind.) | Horacio Maldonado Mondaca (Ind.) | Horacio Maldonado Mondaca (Ind.) | Horacio Maldonado Mondaca (Ind.) |
| Candidato                   | Pacto                            | Partido                          | Votos                            | %                                | Resultado                        |
| --------------------------- | -------------------------------- | -------------------------------- | -------------------------------- | -------------------------------- | -------------------------------- |
| Yanko Blumen Antivilo       | Chile Digno, Verde y Soberano    | Ind. FRVS                        | 903                              | 21,52%                           | Electo                           |
| Prissila Farias Morales     | Independiente                    | Ind.                             | 898                              | 21,40%                           |                                  |
| Patricia Arias Rodríguez    | Independiente                    | Ind.                             | 658                              | 15,68%                           |                                  |
| Gonzalo Ortega Prieto       | Chile Vamos                      | UDI                              | 518                              | 12,35%                           |                                  |
| Fidel Torres Aguilera       | Unidad por el Apruebo            | PS                               | 531                              | 12,65%                           |                                  |
| Daniel Olivares Vidal       | Frente Amplio                    | Ind.                             | 430                              | 10,25%                           |                                  |
| Mario González Soto         | Independiente                    | Ind.                             | 258                              | 6,15%                            |                                  |
| Votos válidos               | Votos válidos                    | Votos válidos                    | 4196                             | 98,36%                           | 98,36%                           |
| Votos nulos                 | Votos nulos                      | Votos nulos                      | 27                               | 0,63%                            | 0,63%                            |
| Votos en blanco             | Votos en blanco                  | Votos en blanco                  | 43                               | 1,01%                            | 1,01%                            |
| Total de sufragios emitidos | Total de sufragios emitidos      | Total de sufragios emitidos      | 4266                             | 100%                             | 100%                             |
| Total de inscritos          | Total de inscritos               | Total de inscritos               | 7008                             | Abstención: 38,84%               | Abstención: 38,84%               |

#### Concejales
| Candidato                 | Pacto                         | Partido  | Votos | %      | Resultado       |
| ------------------------- | ----------------------------- | -------- | ----- | ------ | --------------- |
| Magaly Castillo Cruz      | Unidad por el Apruebo         | PPD      | 552   | 13,44% | Concejal electo |
| Waldo Ugarte Varas        | Unidad por el Apruebo         | PS       | 400   | 9,74%  | Concejal electo |
| Carlos Catalán Núñez      | Chile digno, Verde y Soberano | PC       | 360   | 8,77%  | Concejal electo |
| Hernán Pino Farías        | Chile Vamos                   | RN       | 318   | 7,74%  | Concejal electo |
| Vanessa Meléndez Orellana | Frente Amplio                 | Ind. CS  | 316   | 7,69%  | Concejal electo |
| Lautaro Farías Ortega     | Chile Vamos                   | Ind. UDI | 228   | 5,55%  | Concejal electo |

### Paredones

#### Alcalde
| Alcalde en ejercicio        | Sammy Ormazábal López (PPD) | Sammy Ormazábal López (PPD) | Sammy Ormazábal López (PPD) | Sammy Ormazábal López (PPD) | Sammy Ormazábal López (PPD) |
| Candidato                   | Pacto                       | Partido                     | Votos                       | %                           | Resultado                   |
| --------------------------- | --------------------------- | --------------------------- | --------------------------- | --------------------------- | --------------------------- |
| Moisés Carvacho Vargas      | Chile Vamos                 | RN                          | 2698                        | 56,54%                      | Electo                      |
| José Miguel Reyes Poblete   | Unidad por el Apruebo       | Ind.                        | 2074                        | 43,46%                      |                             |
| Votos válidos               | Votos válidos               | Votos válidos               | 4772                        | 97,97%                      | 97,97%                      |
| Votos nulos                 | Votos nulos                 | Votos nulos                 | 39                          | 0,80%                       | 0,80%                       |
| Votos en blanco             | Votos en blanco             | Votos en blanco             | 60                          | 1,23%                       | 1,23%                       |
| Total de sufragios emitidos | Total de sufragios emitidos | Total de sufragios emitidos | 4871                        | 100%                        | 100%                        |
| Total de inscritos          | Total de inscritos          | Total de inscritos          | 7074                        | Abstención: 31,13%          | Abstención: 31,13%          |

#### Concejales
| Candidato                | Pacto                         | Partido   | Votos | %      | Resultado       |
| ------------------------ | ----------------------------- | --------- | ----- | ------ | --------------- |
| Sammy Ormazábal López    | Unidad por el Apruebo         | PPD       | 687   | 14,61% |                 |
| José Castro Boza         | Chile Vamos                   | RN        | 436   | 9,27%  |                 |
| Hernaldo Ahumada Chávez  | Radicales e Independientes    | PR        | 377   | 8,02%  |                 |
| José Muñoz Catalán       | Chile Vamos                   | UDI       | 367   | 7,80%  |                 |
| Manuel Valenzuela Romero | Chile digno, Verde y Soberano | Ind. FRVS | 359   | 7,63%  | Concejal electo |
| Sótero Urzúa Canales     | Unidad por el Apruebo         | Ind. PPD  | 309   | 6,57%  | Concejal electo |

### Pichilemu

#### Alcalde
| Alcalde en ejercicio     | Roberto Córdova Carreño (PS)  | Roberto Córdova Carreño (PS) | Roberto Córdova Carreño (PS) | Roberto Córdova Carreño (PS) | Roberto Córdova Carreño (PS) |
| Candidato                | Pacto                         | Partido                      | Votos                        | %                            | Resultado                    |
| ------------------------ | ----------------------------- | ---------------------------- | ---------------------------- | ---------------------------- | ---------------------------- |
| Christian Pozo Parraguez | Independiente                 | Ind.                         | 2717                         | 28,37%                       | Electo                       |
| Jorge Urzúa García       | Independiente                 | Ind.                         | 2469                         | 25,78%                       |                              |
| Marcelo Cabrera Martínez | Independiente                 | Ind.                         | 2320                         | 24,23%                       |                              |
| Pablo Martínez Quinteros | Chile Vamos                   | UDI                          | 1191                         | 12,44%                       |                              |
| Julio Ibarra Maldonado   | Independiente                 | Ind.                         | 371                          | 3,87%                        |                              |
| Hipólito Solano Rubio    | Independiente                 | Ind.                         | 265                          | 2,77%                        |                              |
| Manuel Cofré Pérez       | Chile Digno, Verde y Soberano | Ind.                         | 243                          | 2,54%                        |                              |

#### Concejales
| Candidato              | Pacto                         | Partido  | Votos | %     | Resultado       |
| ---------------------- | ----------------------------- | -------- | ----- | ----- | --------------- |
| Mario Morales Cárceles | Chile Digno, Verde y Soberano | Ind. PC  | 695   | 7,35% | Concejal electo |
| Sofía Yávar Ramírez    | Chile Vamos                   | RN       | 648   | 6,85% | Concejal electo |
| Danilo Robles Cáceres  | Unidos por la Dignidad        | Ind. DC  | 884   | 9,34% | Concejal electo |
| José Cabrera Jorquera  | Unidad por el Apruebo         | Ind. PS  | 503   | 5,32% | Concejal electo |
| Hugo Toro Galaz        | Chile Vamos                   | UDI      | 754   | 7,97% | Concejal electo |
| Tobías Acuña Csillag   | Chile Vamos                   | Ind. UDI | 657   | 6,95% | Concejal electo |